# 洪仁順
洪 仁順（ホン・インスン、홍인순、1974年5月16日 - ）は、日本の女優。在日コリアン3世。

## 来歴
兵庫県出身。
大阪芸術大学舞台芸術学科ミュージカルコース卒業。
初舞台からプロデュース公演を中心に
舞台にコンスタントに出演。
大学在学中にNHK朝の連続テレビ小説「あぐり」にレギュラー出演。
その他、多くのドラマにレギュラー出演や
ゲスト出演していた。
初舞台の「坂の上の家」の演技で
十三夜会奨励賞・PLAY BOAT最優秀女優賞受賞。
NHK「金翅雀の群れ」で
月間ギャラクシー賞受賞。
現在はCUBEとの契約が終了しフリー
【ストーカー被害】
ー2024年1月ー
Instagramストーリーで
配偶者のストーカーから
嫌がらせ被害に遭い
警察に相談しているとあげている。
ー2024年2月8日ー
配偶者のストーカーが
X(旧Twitter)上で
洪仁順に対して
「これから殺しに行く」等を呟き
ストーカーが脅迫罪で逮捕されたと
Instagramストーリーであげている。
ストーカーに対しては
温情措置で起訴猶予処分を希望したと
Instagramストーリーであげている。
ー2024年6月ー
ストーカーが目の前に現れたので
そのまま通報し逮捕してもらったと
Instagramストーリーであげている。
ー2024年9月3日ー
ストーカー
齋川杏菜に対して
裁判による判決が言い渡される。

<判決 >-726号法廷にてー
被告　齋川杏菜
脅迫、ストーカー行為等の
規制等に関する法律違反により
実刑1年　執行猶予4年という
判決が下りる
［脅迫、ストーカー行為等の規制等に関する法律違反
齋川杏菜  令和6年刑(わ)第1629号］
SNS上での脅迫罪での起訴猶予処分
その後の接近禁止命令違反
2つの軽微な罪
齋川杏菜の知的障害(こころの手帳3級相当)を
考えると
実刑1年　執行猶予4年は
重い判決である。
裁判官は
「被害者の心情を思うと
あまりにも身勝手で極まりない」
と
被害者から起訴猶予という
温情を受けたこと理解せず
反省もせず
逆恨みをした
被告　齋川杏菜に対して
断罪している。
釈放後
齋川杏菜は
「もう二度とSNSはしません」と
反省文を書いて提出したにもかかわらず
すぐに「杏」というアカウント名で
X (SMc59205)
Instagram (ajayi7200)( ti.anzhong2580
洪仁順の最寄り駅の美容院に行きたいと
Instagramのストーリーにあげて
洪仁順に通報されている。
(洪仁順自身が
いつかまとめて皆さんに報告しますと
ストーリーにあげている)

## 出演した舞台劇
1995 第一回OMS戯曲賞大賞受賞 
「坂の上の家」(作・松田正隆 演出・竹内銃一郎)
1996 音楽劇「たぬき御殿」(演出・宮本亜門)
1996 AIホールプロデュース(演出・竹内銃一郎)
「みず色の空、そら色の水」
1996  コクーン戯曲賞受賞 
「零れる果実」(演出・佐藤信)
1997  流山児★事務所 
「愛の乞食」(作・唐十郎 演出・山崎哲)
1998 ラッパ屋
「阿呆浪士」(作・演出 鈴木聡)
1999MODE
「夢の女」(作・松田正隆 演出・松本修[ＭＯＤＥ]　)
2000 第1回あまがさき近松創造劇場『蜻蛉』
(作・松田正隆)
2002 新国立劇場
「かもめ」(演出・マキノノゾミ)
2003 ドラマリーディング
「サラ・ケイン」

## 出演したテレビ番組

### ドラマ
- NHK連続テレビ小説
  - あぐり(レギュラー) ‐ 山本花枝 役
  - 新花へんろ(レギュラー)
  - ちゅらさん(ゲスト)
  - 風のハルカ(ゲスト)

- NHKBSスペシャル

「チョコレート革命」(レギュラー)
- NHK水曜ドラマ

夜会の果て(レギュラー)
- NHK水曜ドラマ

バブル(レギュラー)
- NHKスペシャル「金翅雀の群れ」

第37回ギャラクシー賞月間賞受賞作品。
1999年度芸術祭参加作品。
舞台劇をスタジオで実演して収録した
「スタジオ演劇」の放送。
- NHK金曜時代劇

「茂吉の事件簿」(レギュラー)
- NHK

「ズッコケ三人組」(レギュラー)
- 日本テレビ

「恋のバカンス〜スペシャル〜」(メインゲスト)
- テレビ東京

「七瀬ふたたび」(レギュラー)
- 日本テレビ

```
ここでキスして。
(レギュラー)
```

- 日本テレビ

```
リミット もしも、わが子が…
(レギュラー)
```

- ルーキー(第1話ゲスト)

- こどもの日ドラマスペシャル「シンシア　～介助犬誕生ものがたり～」(レギュラー)

- 「オカン」(読売テレビ レギュラー)

### ドラマ以外
- アンニョンハシムニカ・ハングル講座（2000年度・NHK教育テレビ　生徒)

在日コリアンだと公言して
生徒・司会をやったのは洪仁順が最初で最後。

【在日の中の演劇】(1997年　NHK)
様々な年代、背景を持った在日韓国人の
舞台俳優たちにスポットを当てたドキュメンタリー。
マルセ太郎・李麗仙・金守信・洪仁順
のインタビューや舞台風景
本人たちのコメントで構成されている

NHKラジオドラマ「雪割草」
(作・中江有里)メインキャスト

## 映画
- IKKA 一和（2003年）ピアフィルムで新人賞を取った河合監督の長編作品。

- 血と骨（2004年）